# Hinrich Peters
Hinrich Peters (* 27. Januar 1898 in Kalbe; † 2. Mai 1971 in Zeven) war ein deutscher Politiker (SPD). Er war von Beruf Landwirt und war für die SPD in der vierten Wahlperiode Abgeordneter im Landtag von Niedersachsen.